# Yola alluaudi
Yola alluaudi är en skalbaggsart som beskrevs av Peschet 1926. Yola alluaudi ingår i släktet Yola och familjen dykare. Inga underarter finns listade i Catalogue of Life.